# Pere V de Queralt
Pere de Queralt i de Castellnou (? - 1348) va ser senyor de Santa Coloma de Queralt, Ceret, Castellar, Timor, Vespella, Rocafort, Aguiló i Montargull. Casat amb Alamanda de Rocabertí i de Serrallonga (1331). Volgué venjar l'assassinat del seu germà Guillem, i, amb Ramon Folc de Cardona, declarà la guerra contra el comte de Pallars i Francesc March, ciutadà de Barcelona. Hagueren d'intervenir en la pacificació el rei Pere III i el príncep Alfons ("el Magnànim").
Acompanyà Pere III a Perpinyà i amb ell participà en la guerra del Rosselló, on aconseguí la capitulació d'Elna. Nomenat procurador reial del Rosselló, va rebre la capitulació de Sant Cebrià del Rosselló i Argelers; el 1347 derrotà les tropes de Jaume III de Mallorca que intentaven la invasió de Catalunya. Un any més tard acompanyava el rei Pere III a València pel conflicte de la Unió de Nobles. La seva mort se situa el 1348.